# Râul Valea Putredă
Râul Valea Putredă este curs de apă, afluent al râului Șcheiu.

## Hărți
- Harta Județului Brașov
- Harta Orașului Brașov
- Harta Munților Postăvaru  Arhivat în 3 august 2008, la Wayback Machine.